# Сероплечий сорокопут
Сероплечий сорокопут (лат. Lanius excubitoroides) — вид птиц семейства сорокопутовых, широко распространённый в саваннах Африки.
Сероплечий сорокопут достигает в длину около 25 см, следовательно он является одним из крупнейших представителей рода птиц. Спина, шея и верхняя часть головы серые, брюхо и горло белого цвета. Крылья чёрные, за исключением белого пятна. Хвост также чёрный, только по его сторонам проходит узкая белая полоса, которая простирается от тела примерно до половины длины хвоста. Крючковатый клюв и ноги от тёмно-серого до чёрного окраса.
Птенцы серо-коричневого цвета на спине, шее и верхней части головы, светло-бежевого цвета на брюхе и оперение испещрено многими тёмными полосами. Перья крыльев обрамлены в светло-коричневый цвет, а клюв окрашен в светло-коричневый и серый цвета.
Ареал вида находится в Африке и простирается от Мавритании на западе до Кении и Танзании на востоке, где птица не доходит до берегов Индийского океана. Живёт птица в районах, на высоте 600—1900 метров, редко до 3000 метров над уровнем моря.
Распространён в саваннах, субтропических лугах и редколесьях, как правило, в непосредственной близости от воды. Культурные ландшафты также являются частью среды обитания.